# Циганка-Ноуе
Циганка-Ноуе (рум. Ţiganca Nouă) — село в Кантемірському районі Молдови. Входить до складу комуни, центром якої є село Циганка.